# カーライル城

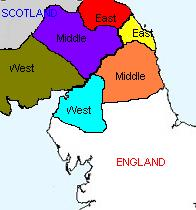
スコティッシュマーチズ

カーライル城（英語：Carlisle Castle）とは、イギリスのカンブリア州の都市カーライルに所在する城である。
スコットランドとイングランドの国境付近にある城であり、付近にはハドリアヌスの長城がある。国境に近いことからイングランド史上で類を見ないほど多く攻められた歴戦の城である。
16世紀にスコットランドの女王メアリーの幽閉先であった。また、国境守備隊のKing's Own Royal Border Regimentの本部であり、2019年までランカスター公爵連隊の county headquarter で、城内の一部は国境部隊博物館となっている。

## 歴史
もともと年輪年代学でAD72年にローマの要塞が存在した。その後、レッジド王国首都ルグバリウム(現：カーライル)を守る拠点とされた。
1092年にイングランド王ウィリアム2世が当時の統治者Dolfinを打ち破った後、1093年にスコットランドの侵攻からイングランドを守るためにモット・アンド・ベーリーの城の建造を命じた。
1122年、イングランド王ヘンリー1世によって石造の防衛拠点の建造が命じられ、市壁とキープが石造で作られた。
1135年、スコットランド王デイヴィッド1世に占領される。
1173年から1461年の間に7回包囲戦が行われた。
1186年、イングランド王ヘンリー2世がカーライルを訪れて城の増強を行う。
13世紀初頭、イングランド王ジョンによって城壁などが石で増強されたと推測される。
1296年 スコットランドのジョン・カミン3世がスコットランド兵を率いて攻撃を行うが防衛に成功する。
1315年7月22日から8月1日まで、1315年のカーライル攻囲戦が行われた。しかし、スコットランド側は物資不足に陥り撤退した。
1461年、イングランド内の勢力争いである薔薇戦争にて、ランカスター家とスコットランドとの合同軍による包囲戦が行われた。
15-16世紀にかけて、国境周辺は無法地帯となり、Border reiversと呼ばれる武装集団らが跋扈して略奪を行った。この問題にイングランドは国境地帯を三つのスコティッシュマーチズという緩衝地帯（マーチ (領土)）に区分けし、カーライル城を West March の本拠点とした。
1538年以降には、スコットランドとフランスの仏蘇同盟への危機感から、砲台などの大幅な増強が行われた。
1567年5-7月、王位を追われたスコットランド女王メアリーの幽閉先となった。
1642年、第一次イングランド内戦で王党派の拠点となった。8か月間の包囲戦で食料も底をつき、1645年6月の決戦ネイズビーの戦いで王党派が敗れたことをきっかけに降伏した。
最後の戦いは、1745年ジャコバイト蜂起である。ジャコバイトらが王位継承者とするチャールズ・エドワード・ステュアートがスコットランドから南下し、カーライル城を制圧して拠点とした。しかし、1745年12月30日、イングランドの軍人ウィリアム・オーガスタスによって再び奪取され、カーライル城はジャコバイトを収容する収容所となった。
18世紀後半、フランス兵を収容する収容所となった。19世紀には革命を恐れたため、兵を駐屯させる宿舎となった。その後は軍病院や弾薬庫などが設置され、塔の取り壊しなども行われ、様々な改築が行われた。
1996年8月、歴史遺産保護機関イングリッシュ・ヘリテッジの保護建築物となった(List Entry Number 1014579)。

## 収容所
- Kinmont Willie Armstrong（英語版） - 16世紀に reiver として活動していた。囚われた後、1596年4月13日に仲間の武装集団がハシゴを使って脱出させた[2]。

## 文化
アーサー王物語に登場するキャメロット城の候補地の一つとされている。そのほか、サー・ガウェインとカーライルのカールなどで登場する。